# 大普洛斯凱

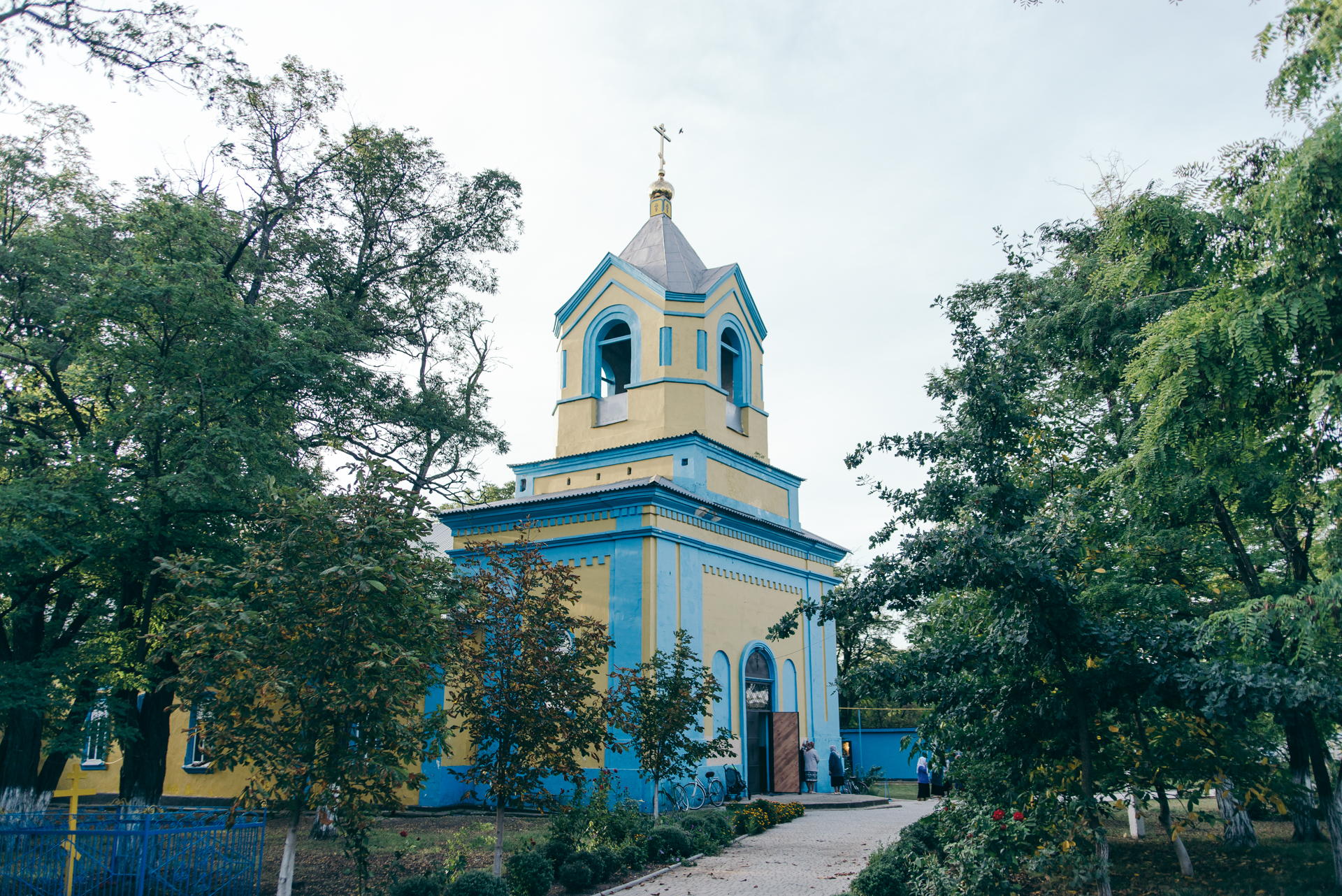
教堂

47°0′41″N 29°40′14″E / 47.01139°N 29.67056°E
大普洛斯凱（烏克蘭語：Великоплоске）是位於烏克蘭西南部的村莊，由敖德萨州羅茲迪利納區的大普洛斯凱市鎮負責管轄，並為該市鎮的行政中心。該村始建於1820年，面積6.22平方公里，海拔高度186米，2001年人口3,344，人口密度每平方公里537.36人。